# Titus Mulama
Titus Mulama (Nairobi, 6 de agosto de 1980) é um ex-futebolista profissional queniano que atuava como meia.

## Carreira
Titus Mulama representou o elenco da Seleção Queniana de Futebol no Campeonato Africano das Nações de 2004.